# Sin Bandera
Sin Bandera es un dúo musical mexicano formado en 2000 en Ciudad de México por Leonel García y Noel Schajris. Se separaron por única vez en 2008, volviéndose a juntar en noviembre de 2015 para realizar una gira de conciertos. Hasta la fecha han lanzado seis álbumes de estudio: Sin Bandera (2001), De viaje (2003), Mañana (2005), Pasado (2006), Una última vez (Deluxe Edition) (2016) y Frecuencia (2022).

## Biografía

### 2000-2002: Inicios y álbum debut
Leonel García tenía la idea de lanzarse como solista; sin embargo, su proyecto era rechazado por las discográficas. Al mismo tiempo, Noel Schajris debutó en 1991 como solista y luego 8 años más tarde con su álbum debut Cita en las nubes en 1999. El nombre Sin Bandera surgió por una ocasión en que García y Schajris iban en auto sobre una avenida principal por la Ciudad de México, al pasar por el campo ecuestre llamado Campo Marte, lugar que siempre luce una bandera de México, ese día solo se encontraba el mástil.
Empezaron a escribir y grabar su álbum debut homónimo, Sin Bandera siendo lanzado al mercado el 26 de marzo de 2002, con la producción de Áureo Baqueiro.[cita requerida] En 2001 se lanzó el primer sencillo titulado «Entra en mi vida». Este fue usado como tema de la telenovela mexicana de TV Azteca Cuando seas mía (2001-2002), remake de la telenovela colombiana Café, con aroma de mujer.[cita requerida] Para la promoción del disco se lanzaron «Kilómetros» y «Sirena», como segundo y tercer sencillo del álbum. 
En 2002, fueron nominados a los Premios Grammy Latinos con su álbum debut Sin Bandera, como Mejor Nuevo Artista y Mejor Álbum por Dúo o Grupo Vocal, ganando este último en la entrega que se celebró en Los Ángeles, California, el 18 de septiembre de 2002.[cita requerida]
En 2003 el dueto grabó el tema «Amor real», el cual serviría también como tema musical de la telenovela mexicana del mismo nombre, producida por Carla Estrada. Además, el grupo fue el encargado de abrir los conciertos de Alejandro Sanz en Estados Unidos y España.[cita requerida] El 21 de octubre de ese año, llega al mercado su segundo álbum de estudio De viaje, producido nuevamente por Áureo Baqueiro, que permaneció dieciséis semanas continuas en las listas de Billboard.[cita requerida]

### 2003-2006:De viaje,MañanayPasado
En 2004 llevan a cabo una gira por Venezuela, Bolivia, Argentina, entre otros países.[cita requerida] En ese año fueron nominados por segunda vez en los Premios Grammy Latinos y ganaron como Mejor Álbum por Dúo o Grupo Vocal.[cita requerida] Hicieron también una temporada corta en el Teatro Metropólitan, y posteriormente dos fechas en el Auditorio Nacional, ambos de la Ciudad de México.
En 2005 entraron al estudio de grabación con un proyecto compuesto por dos álbumes: Mañana, lanzado el 22 de noviembre de 2005 y Pasado lanzado el 14 de noviembre de 2006.

### 2007-2009:Hasta ahoray separación
El 25 de junio de 2007 el dúo anunció su separación. Leonel García desmintió que la causa de este suceso fuera una pelea. El 4 de diciembre de 2007 se lanzó a la venta el álbum recopilatorio Hasta ahora. El álbum Hasta ahora fue producido nuevamente por el músico Áureo Baqueiro. con el único tema inédito «Pero no».[cita requerida]
El 9 de diciembre de 2008 se lanzó a la venta el álbum en vivo Hasta ahora: en vivo en el Auditorio Nacional.

### 2015-2017: Regreso musical yPrimera fila: Una última vez
El 4 de noviembre de 2015 la agrupación anuncia su regreso a los escenarios en un proyecto que contempla una gira internacional llamada Sin Bandera: Una última vez. El 8 de enero de 2016 se lanzó a la venta el primer sencillo de su último álbum titulado «En ésta no», y el 5 de febrero se lanza a la venta el EP titulado Una última vez, que certificó disco de oro por sus ventas en formato físico. Más tarde, en ese mismo año, se lanzó el sencillo «Sobre mí» con el cantante de reguetón colombiano Maluma.
El 24 de febrero de 2017, se publicó Primera fila: Una última vez, su tercer álbum en directo. Fue grabado en los Estudios Churubusco en la Ciudad de México. Al igual que los anteriores discos en formato Primera Fila. Para su promoción se lanzaron los sencillos «¿Qué pasaría?» y «Adiós». El dúo se presentó ese año en el Festival de Viña del Mar 2017 y al año siguiente en Fiesta de la Independencia de Talca, ambos en Chile.

### 2018-presente:4 latidos tour
Lanzan su tercer álbum en directo 4 latidos tour junto con la banda Camila, grabado en la Arena Ciudad de México;  el 29 de marzo de 2019.
Celebrando sus años de carrera musical, el dúo lanzó su quinto álbum de estudio, llamado Frecuencia, y publicado por Sony Music. Dicho álbum se caracteriza por la fusión de ritmos entre la balada, el blues y el pop,, conservando el estilo romántico de Leonel y Noel. El álbum fue presentado con la publicación de su sencillo Nadie.

## Discografía
Álbumes de estudio
- 2001: Sin Bandera
- 2003: De viaje
- 2005: Mañana
- 2006: Pasado
- 2016: Una última vez
- 2022: Frecuencia